# Płyta kontynentalna
Płyta kontynentalna – płyta tektoniczna znajdująca się w całości lub w znacznej części pod blokiem kontynentalnym, a właściwie tworząca blok kontynentalny (np. płyta afrykańska). Do płyty poza lądem stałym należy też obszar szelfu kontynentalnego wraz ze skłonem kontynentalnym. Zbudowana jest z kompleksu skał osadowych, skorupy kontynentalnej oraz podścielającej ją skorupy oceanicznej lub zbliżonej.
Praktycznie wszystkie płyty kontynentalne są „obrośnięte” przez obszary zbudowane wyłącznie ze skorupy oceanicznej, czyli płytę oceaniczną.